# Helpis occidentalis
Helpis occidentalis är en spindelart som beskrevs av Simon 1909. Helpis occidentalis ingår i släktet Helpis och familjen hoppspindlar. Inga underarter finns listade i Catalogue of Life.